# Billy-Berclau
Billy-Berclau település Franciaországban, Pas-de-Calais megyében. Lakosainak száma 5076 fő (2022. január 1.). Billy-Berclau Marquillies, Wingles, Bauvin, Hantay, Sainghin-en-Weppes, Salomé, Douvrin és Meurchin községekkel határos.

## Népesség
A település népességének változása:
| Lakosok száma | 4460 | 4499 | 4600 | 4624 | 4693 | 4885 | 5034 | 5059 | 5076 |
|               | 2013 | 2015 | 2016 | 2017 | 2018 | 2019 | 2020 | 2021 | 2022 |